# فرودگاه پیکاک رنچ
 فرودگاه پیکاک رنچ (به انگلیسی: Peacock Ranch Airport) یک فرودگاه خصوصی است که یک باند فرود چمن دارد و طول باند آن ۷۹۲ متر است. این فرودگاه در کشور ایالات متحده آمریکا قرار دارد و در ارتفاع ۱۰۶۶ متری از سطح دریا واقع شده است.